# Wouri
Wouri is een departement en een rivier in Kameroen.

## Departement Wouri
Het departement Wouri is gelegen in de regio Littoral. De hoofdstad van het departement is Douala, de belangrijkste haven en industriestad in het zuidwestelijke deel van Kameroen aan de Golf van Guinea. De totale oppervlakte bedraagt 923 km². In 2001 woonden er 1.514.978 mensen in Wouri. In 2007 bestond de bevolking uit 1.798.737 mensen.

### Arrondissementen
Het departement Wouri is onderverdeeld in zeven arrondissementen:
- Douala (I)
- Douala (II)
- Douala (III)
- Douala (IV)
- Douala (V)
- Douala (VI)
- Manoka

## Rivier Wouri
De rivier Wouri is een van de belangrijkste rivieren in Kameroen. Hij begint waar de rivieren Nkam en Makombé samenkomen, 32 km ten noordoosten van de stad Yabassi. Hij stroomt van daar ongeveer 160 km naar het zuidoosten, naar de riviermonding bij Douala. De rivier is bevaarbaar tot ongeveer 64 km boven Douala.
Portugese ontdekkingsreizigers in de vijftiende eeuw noemden de Wouri Rio dos Camarões (garnalenrivier) naar aanleiding van de overvloed aan grote garnalen in het water. Engelse zeelieden hebben de naam verengelst tot Cameroon, waar de huidige naam van het land op is gebaseerd.